# Karl Brand (cyclisme)
Pour les articles homonymes, voir Karl Brand.
Karl Brand (né le 30 janvier 1941 à Seedorf, dans le canton de Berne) est un coureur cycliste suisse. Professionnel de 1964 à 1969, il a été champion de Suisse sur route en 1968. Il a participé au Tour de France en 1967 et 1968.

## Palmarès
- 1963
  - Silenen-Amsteg-Bristen
- 1964
  - 3e du Tour du Stausee
- 1965
  - 3e du Schellenberg Rundfahrt
- 1966
  - 3e étape secteur a du Tour de Romandie
  - 5e du Tour de Suisse
  - 10e du Championnat de Zurich
- 1967
  - 7e du Championnat de Zurich
- 1968
  -  Champion de Suisse sur route
  - 10e de Paris-Luxembourg

## Résultats sur les grands tours

### Tour de France
2 participations
- 1967 : 82e
- 1968 : 35e

### Tour d'Italie
1 participation
- 1968 : 77e